# 橫溪 (河川)
橫溪，位於台灣北部，屬淡水河水系，是三峽河的支流，河長約10公里，流域分佈於新北市三峽區東北部。其源流為竹坑溪，發源於海拔935公尺之南腳山西側，此為三峽區與新店區交界山區，向西北流至竹崙，匯集東側流入的支流竹崙溪後，轉向西流至成福，始稱為橫溪。續西流至橫溪（地名），注入三峽河。
縣道110號係沿橫溪、竹崙溪河谷興建，為通往新店區的重要道路。此山水，可挖礦